# Yannick Bisson
Yannick Bisson (* 16. května 1969 Montreal, Kanada) je kanadský herec.

## Biografie
Yannick se narodil v Montrealu, v kanadské provincii Québec. Již odmala se chtěl stát hercem. Jako mladý hoch se přestěhoval do Toronta, aby zde mohl studovat herectví. Začal hrát už když mu bylo 13 let. Nejdříve se objevoval v televizních reklamách, až později dostal poprvé smlouvu se společností CBS. Zlom v herectví nastal až v roce 1984, kdy se objevil ve filmu Hockey Night, ve kterém si zahrál po boku Ricka Moranise.
Hvězdnou slávu mu přinesla role Jacka Hudsona v seriálu Sue Thomas: F.B.Eye, kde ztvárnil sympatického agenta FBI V seriálu si zahrál se svou manželkou Chantal Craigovou, se kterou se v roce 1991 oženil. Spolu mají tři dcery Briannu, Dominique a Mikaelu. Hraje též hlavní roli v kanadsko-britském detektivním televizním seriálu Případy detektiva Murdocha (Murdoch Mysteries). Seriál se v době uvedení stal v Kanadě diváckým hitem a s úspěchem je vysílán i v dalších zemích. Už vzniklo celkem 15 sérií.

## Filmografie

### Hlavní role
- Hockey Night (1984) – Spear Kozak
- Esso (1985)
- Brothers by Choice (1986) – Scott
- Where's Pete (1986)
- My Pet Monster (1986)
- Toby McTeague (1986) – Toby
- First Offender (1987) – Jeff
- Maxie's World (1987) – Ferdie
- Learning the Ropes (1988) – Mark Randall
- Pray for Me, Paul Henderson (1989)
- Rookies (1990) – Corey
- Gold: The World's Play (1991) – Johnny Rogan
- Gold: The Merchants of Venus (1991) – Johnny Rogan
- Gold: Frenchie's Gold (1991) – Johnny Rogan
- Gold: A Fistful of Gold (1991) – Johnny Rogan
- Forget-Me-Not Murders, The (1994) – Greg Gale
- High Tide (1994 - 1997) – Joey Barrett
- Young at Heart (1995) – Joey
- Velocity Trap (1997) – Franklin J.Robinson
- Nothing Too Good For a Cowboy (1998 - 1999) – Richmond Hobson
- Genius (Disney) (1999) – Mike MacGregor
- Moving of Sophia Myles, The (2000) – Reverand Young
- Soul Food (2000) – Brian
- Pretender 2001, The (2001) – NSA Agent Edward Ballinger
- Loves Music, Loves to Dance (2001) – Charley/Paul Nash
- Undergrads (2001)
- The Day Regan Was Shot (2001) – Buddy Stein
- Sue Thomas: F.B.Eye (2002) – Jack Hudson
- See Jane Date (2003) – Max
- Some Things That Stay (2004) – Dr. Ostrum
- Murdoch Mysteries /Případy detektiva Murdocha/ (2008,do r.2017 11sériií- zatím).

### Vedlejší role
- Catwalk – Daisy's boyfriend
- Adderly (1986) – Car Rental Attendant
- Night Heat (1987)
- Alfred Hitchcock Presents (1988) – Ty
- Street Legal (1989) – Lennie Smith
- Hidden Room, The (1991) – Glenn
- Sweating Bullets (1992) – Harry Jr.
- Ray Bradbury Theatre (1992)
- Matrix (1993) – Rick Beals
- Relic Hunter (1999) – Stavros Vordalos
- Twice in a Lifetime (2001) – Julian
- Mutant X (2001) – Richard Saunders
- 1-800-Missing (2003) – Bruce Skeller
- Playmakers (2003)
- Soul Food (2004)
- I Do But I Don't (2004)
- Crazy For Christmas (2005)